# Liturgia católica
Para la Iglesia católica, la liturgia es el ejercicio del sacerdocio de Cristo que es realizado por los bautizados por medio de los sacramentos. El Concilio Vaticano II define la liturgia como "la cumbre a la que tiende toda la acción de la Iglesia y, al mismo tiempo, la fuente de donde mana toda su fuerza".

## Definición
Liturgia católica, en sentido general objetivo, es lo mismo que culto público de la Iglesia y puede definirse como "el conjunto de acciones, fórmulas y cosas con que, según las disposiciones de la Iglesia católica, se da culto público a Dios". En un sentido más teológico puede definirse como "todo culto público del Cuerpo místico de Jesucristo, o sea de la Cabeza y de sus miembros" o como "el ejercicio del Sacerdocio de Jesucristo por la Iglesia" (Pío XII, Mediator Dei). Es también parte de la Sagrada Tradición.
En el Magisterio de la Iglesia, la palabra liturgia se usa por primera vez en el breve Inter Gravissimas (1832) de Gregorio XVI. Sin embargo, se usará regularmente sólo desde el pontificado de San Pío X, a inicios del siglo XX.
La palabra liturgia se usa también como ciencia litúrgica, o sea, el conocimiento científico y sistemático del culto público en cuanto lo ha ordenado y prescrito la Iglesia.

## Objeto
Funciones litúrgicas
Funciones extralitúrgicas o -funciones eclesiásticas
Funciones paralitúrgicas

## Caracteres
a) público
b) interno y externo
c) jerárquico

## División
- Por razón del ministro:
  - a) pontifical
  - b) sacerdotal
- Por razón del fin:
  - a) latréutica
  - b) sacramental
- Por el objeto:
  - a) sacramentaria
  - b) salmódica

### Por el origen y el lugar
a) liturgias orientales: Antioquenos, greco-eslavos, armenios y copto
b) liturgia occidental o liturgia latina: liturgia romana y liturgias galicanas
Actualmente existen 23 ritos litúrgicos católicos en total, entre latinos y orientales.